# Michael Appleton
Michael Appleton (Salford, Inglaterra, Reino Unido; 4 de diciembre de 1975) es un exfutbolista y entrenador inglés. Es el entrenador del Charlton Athletic desde 2023.
Como futbolista, se desempeñó como centrocampista. Formado en las inferiores del Manchester United, en su carrera disputó dos temporadas de First Division por el West Bromwich Albion y una con el Preston North End. Su carrera como profesional terminó en 2003, marcada por serias lesiones.
Tras su retiro, comenzó su carrera como entrenador en West Bromwich. Fue entrenador interino del club en 2011 luego de la salida de Roberto Di Matteo.

## Vida personal
En junio de 2005, Appleton anunció que iniciaría acciones legales contra el cirujano que trato su lesión de rodilla, Medhet Mohammed El-Safty, la cual causó su retirada como jugador. Su club en ese entonces, West Bromwich Albion, solicitó una compensación de £1 millón, apelando negligencia.
El caso llegó al gran-jurado de Mánchester. Appleton ganó el caso, y el 23 de marzo de 2007 fue compensado con £1.5 millones.
El 13 de julio de 2021, anunció que fue diagnosticado con cáncer testicular y que tomaría una pausa por la cirugía. En junio de 2022, Appleton anunció que ya estaba recuperado.

## Clubes

### Como jugador
| Club                    | País       | Año       |
| ----------------------- | ---------- | --------- |
| Manchester United       | Inglaterra | 1994-1997 |
| Wimbledon (préstamo)    | Inglaterra | 1995      |
| Lincoln City (préstamo) | Inglaterra | 1995      |
| Grimsby Town (préstamo) | Inglaterra | 1997      |
| Preston North End       | Inglaterra | 1997-2001 |
| West Bromwich Albion    | Inglaterra | 2001-2003 |

### Como entrenador
| Club                            | País       | Año           |
| ------------------------------- | ---------- | ------------- |
| West Bromwich Albion (interino) | Inglaterra | 2011          |
| Portsmouth                      | Inglaterra | 2011-2012     |
| Blackpool                       | Inglaterra | 2012-2013     |
| Blackburn Rovers                | Inglaterra | 2013          |
| Oxford United                   | Inglaterra | 2014-2017     |
| Leicester City (interino)       | Inglaterra | 2017          |
| Lincoln City                    | Inglaterra | 2019-2022     |
| Blackpool                       | Inglaterra | 2022-Presente |